# Parque del Doctor Variot
El parque del Doctor Variot (en francés square du Docteur-Variot) es un parque ajardinado del XX Distrito de París.

## Descripción

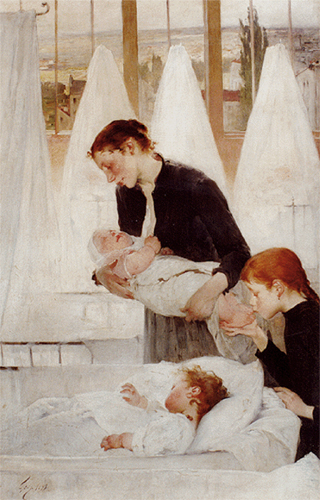
Cuadro de Henri Jules Jean Geoffroy en el Museu de Arte do Rio Grande do Sul Ado Malagoli, Porto Alegre, Brasil. A través de la ventana pueden verse las colinas de Belleville

Creada en 1927, la plaza se extiende sobre 3391 m².
El nombre de la plaza está dedicado a la memoria del Doctor Variot, una personalidad del barrio de Belleville que fundó en 1892 el dispensario «A la goutte de lait » (En la gota de leche). Sobre este personaje el pintor Henri Jules Jean Geoffroy pintó numerosos cuadros; uno de ellos conservado en el Museo de la Asistencia Pública de los Hospitales de París retrata al doctor Variot en el dispensario de Belleville.
El parque está formado principalmente por Castaños de Indias (Aesculus hippocastanum) y zonas de césped.

## Situación
Se localiza en el cruce de la avenida Gambetta con el Bulevar Mortier 
Está limitado por la piscina Georges-Vallerey al sur, la avenida Gambetta al oeste, el Bulevar Mortier al este y por el acceso da la Estación de Porte des Lilas del Metro de París al norte.
En las coordenadas: 48°52′34″N 2°24′23″E / 48.87611, 2.40639
 -  Línea 3bis y  Línea 11 - Porte des Lilas